# 子飼商店街

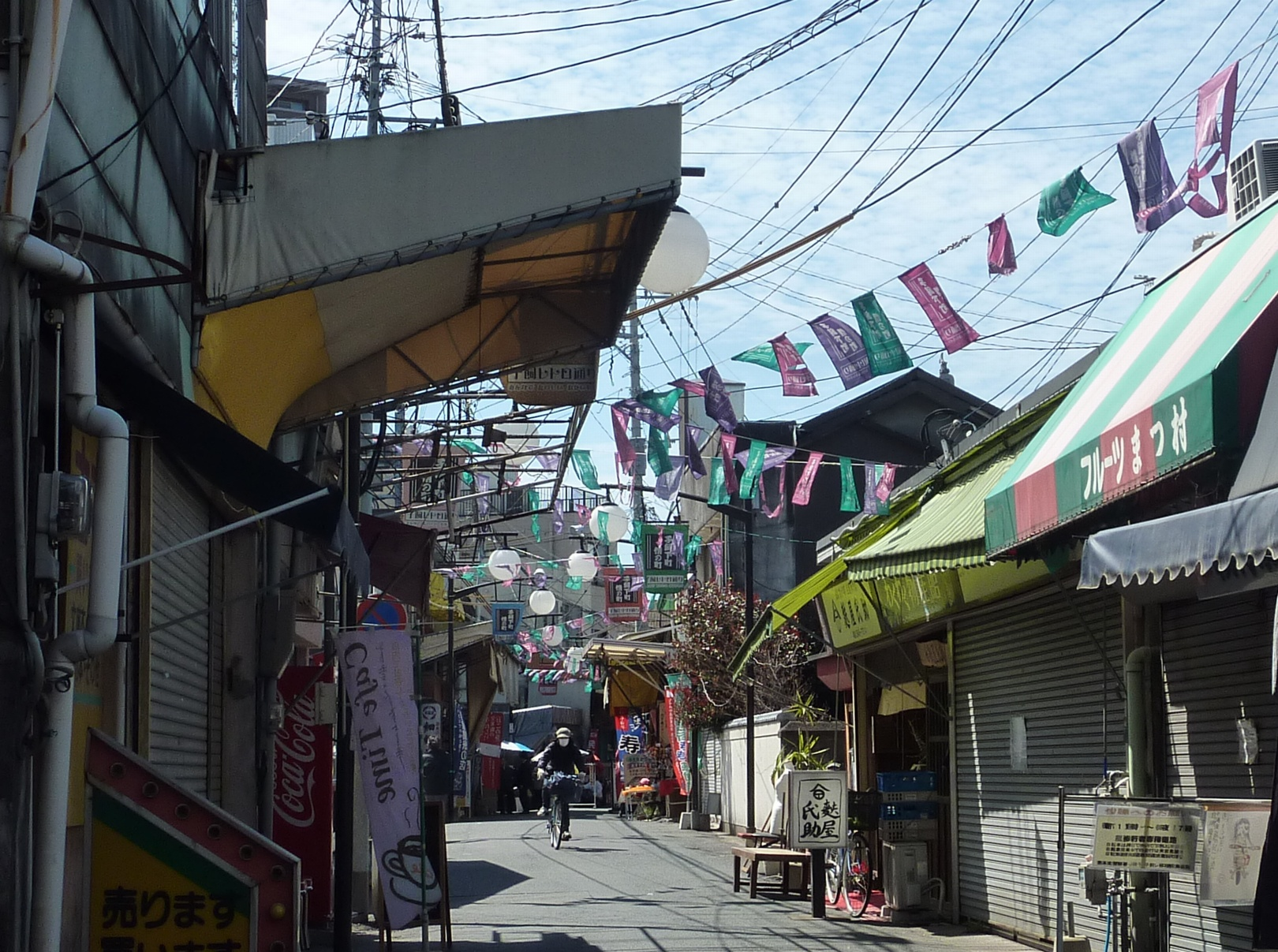
子飼商店街（2011年3月）

子飼商店街（こかいしょうてんがい）は、熊本県熊本市中央区の子飼地区（西子飼町、東子飼町）にある商店街である。子飼レトロ通り商店街ともいう。

## 概要
現在、商店街がある一帯は、江戸時代は下級武士の屋敷や細川刑部邸（現在は熊本城内に移築）などの侍屋敷や寺町であった。
第二次大戦後、この地に農家が野菜などを持ち寄り、闇市が立った。農家からの直売が好評を博し、これをきっかけとして、表通りが現在の商店街に発展した。
商店街の約400ｍの狭い通りには、青果店、鮮魚店、精肉店、衣料品店、雑貨店などが軒を連ねる。通りの両側から、商品を日光から遮るための各商店のテント屋根が張り出しているのが特徴である。
「熊本市民の台所」と言われ、遠方からも買い物客が集まるほか、近くにある熊本大学の学生らとの交流も盛んである。
昭和の雰囲気を今に残す、熊本を代表する昔ながらの商店街であり、2004年（平成16年）3月には、商店街北端のアーチを、通りの通称である「子飼レトロ通り」の文字を掲げ、唐草模様のデザインを施したものへと造り替えた。

## 周辺
| - 松雲院 - 護念寺 - 藤崎八旛宮 - 浄行寺 (熊本市) - 小旛八幡宮 | - 細川刑部邸跡 - 厨川白村旧居 - 夏目漱石第六旧居 - 吉田司家跡 | - マルショク子飼 - 熊本市立碩台小学校 - 熊本県道337号熊本菊陽線（豊後街道） - 子飼橋 - 白川 (熊本県) |

## 関連文献
- 熊本県商店街振興組合連合会,子飼商店街振興組合 編『子飼商店街振興組合における近代化の問題点と改善策　昭和54年度』（1980） 昭和54年度 商店街近代化特別推進委員会報告
- 子飼商店街振興組合 編『20年のあゆみ』（子飼商店街振興組合,1983）
- 小川美紀子,松尾哲子「商店街活性化対策と高齢者と共生するコミュニティの提案―熊本市子飼商店街と北九州市戸畑駅前商店街について―」平成17年度日本経営工学会秋季研究大会予稿集174-175頁（2005年9月）
- 高藤伸行,田中智之「子飼商店街空間構成論 3Dを用いた多様なシークエンスの抽象化に関する研究」2006年度日本建築学会学術講演梗概集E-1 建築計画1,1099-1100頁（2006年7月）
- 木村博子,西本由美「熊本市子飼商店街におけるコミュニティ音楽療法の試み」第7回日本音楽療法学会学術大会要旨集50頁（2007年9月）